# Juan Domingo Perón

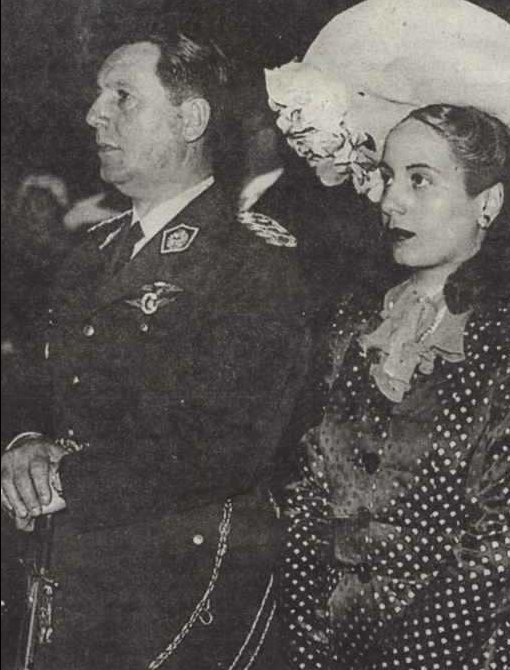
Juan és Evita Perón 1945-ben

Juan Domingo Perón (Lobos, 1895. október 8. – Buenos Aires, 1974. július 1.) argentin katonatiszt, politikus, háromszor megválasztott argentin elnök (1946, 1951, 1973). Argentína és az egész latin-amerikai térség 20. századi történetének egyik legmeghatározóbb egyénisége. Neve összeforrt második feleségével Evita Perónnal, akinek köszönheti a máig is tartó népszerűséget. Ő alapította a róla elnevezett mozgalmat, az úgynevezett peronizmust .
Az általa képviselt nézetek túlmutatnak Latin-Amerikán és olyan politikai vezetője lett országának, ami önálló politikai ideológiát alkotott és a későbbi fejlődő világ számára is kínált harmadik pozíciót, a nagyhatalmak közti lavírozás egyfajta sajátos doktrínáját.

## Katonai pályája
Perón közepesen tehetős farmercsaládban született Buenos Aires közelében, szülei alig másfél évtizeddel korábban vándoroltak ki Olaszországból és telepedtek le Argentínában. Tizenöt évesen katonai iskolába jelentkezett, majd tizennyolc éves korára már alhadnagyi rendfokozatban szolgált a hadseregben.
Fiatal kora ellenére az argentin vezérkarnál kezdte meg katonai pályafutását. Egész nézetrendszere különbözött az akkor általánosnak tekinthetőtől és hamarosan kiépítette politikai összeköttetéseit. Hipólito Yrigoyen elnök 1930. szeptember 6-ai megbuktatásában jelentős szerepet játszott az akkor már ezredes Perón is. 1861 óta a katonaság első ízben avatkozott bele az államügyekbe, ám ettől kezdve a katonatisztek egyre inkább kiterjesztették hatalmukat az élet más területeire is. Perón katonai attaséként dolgozott 1936 és 1938 között Mexikóban, 1938 és 1939 között Olaszországban, majd 1939-től 1941-ig pedig Németországban. A fasizmus terjeszkedését, módszereit nem csak figyelemmel kísérhette és megismerhette, hanem egyre vonzóbbnak is találta.

## Puccsista és politikus
Külszolgálati tevékenységét követően Argentínában felvette a kapcsolatot a szélsőjobboldali körökkel, többek közt az „Egyesült Tisztek Csoportja” (Grupo de Oficiates Unidos – G.O.U.) nevű szervezettel, melynek szervezője és koordinátora lett. Ez a csoport 1943. június 4-én átvette a hatalmat az országban, elnöknek pedig Pedro Pablo Ramírezt tették meg. Ekkor Perón már a Munkaügyi Hivatal elnöke volt, rendeletek, törvények egész sorát alkotta meg, amely fizetésemelést, orvosi segélyt, szociális ellátást biztosított a dolgozóknak, s tevékenységével nagy népszerűséget vívott ki magának az argentin munkásság körében. 1944-ben hadügyminiszterré nevezték ki és övé lett az alelnöki poszt is. 1945-ben, amikor Perón népszerűségének csúcsán, a katonai kormányzat pedig mélypontján volt, egy újabb katonai puccs kiszorította őt a kormányból. 1945. október 9-én Amaro Avalos tábornok egységei letartóztatták és egy börtönszigetre szállították Perónt.

### Eva Perón
Perón 1944-ben, 49 évesen ismerte meg az akkor 25 esztendős María Eva Duartét, vagy ahogy Argentína megismerte őt: Evita Perónt. Az asszony nemcsak mindvégig támogatója volt Perón politikájának, de rendkívül sokat is tett férje sikereiért. Perón népszerűségét jelentős részben feleségének köszönhette. Az asszony 1945. október 17-ére nagyszabású munkástüntetést szervezett, 2-300 000-es tömeg követelte Perón szabadon bocsátását. A tüntetőkkel szemben az elnök és Avalos hadügyminiszter tehetetlen volt: Perónt kiengedték és 1946 elejére kitűzték a választásokat.

## Első elnöksége
Perón annak érdekében, hogy éreztesse: nem katonaként, hanem civilként indul a választásokon, lemondott tábornoki rangjáról, s kilépett a hadseregből. Nem csak ez a gesztus, de felesége aktív kampánya, no meg a korábban a munkásság érdekeiben tett erőfeszítései is gyümölcsözőnek bizonyultak: Perón 56%-os szavazati aránnyal Argentína választott elnöke lett.
Bár Perón szimpatizált az olasz fasizmussal, ő maga nem hozott létre klasszikus értelemben vett totális diktatúrát. A fasiszta modell egyes elemeit akarta alkalmazni Argentínában, mert azokban a megkésett tőkés fejlődés felgyorsításának biztosítékait látta. Ennek része volt a jobboldali szociális-gondoskodó állam megteremtése is. Az ilyen jellegű politika jegyében Perón az erős állam és a nemzeti méretű gazdasági tervezés híve volt. Erős iparosítás kezdődött, államosították a központi bankot, a vasutat, a kereskedelmi hajóflottát, a telefonhálózatot és az ipar számos más szektorát. Perón erősen brit- és amerikaellenes politikája azonban 1951-ben gazdasági válsághoz vezetett.
Perón tekintélyuralmi rendszerét megerősítve nacionalista, populista, és antikapitalista pártot szervezett maga köré, a különböző ideológiák egyfajta keverékét alkalmazva vált népszerűvé.
Elnökségének ideje alatt Argentína valóságos menedéke volt számos német, horvát és magyar szélsőjobboldali politikusnak, tisztnek, háborús bűnösnek. Többek között ide menekült Josef Mengele, Adolf Eichmann és a horvát usztasa Poglavnik, Ante Pavelić is – ez utóbbi sokáig Perón biztonsági tanácsadójaként szolgált.

## Második elnöksége
Az 1951-es választásokat Perón ismét megnyerte. Ebben ismét nagy szerepe volt népszerű feleségének: már korábban kialakult köztük egyfajta munkamegosztás, miszerint Perón az ország politikai életét irányította, felesége a szociálpolitika, a kultúra és a nőkérdés felelőse volt. Evita beszédeit kiadók terjesztették, s az országban valóságos Evita-kultusz söpört végig. Evita – és rajta keresztül férje is – olyan népszerűségre tett szert, hogy például volt olyan ábécéskönyv, mely nem az a-val, hanem e-vel kezdődött. 1949-ben választójogot kaptak a nők, s az eredmény nem maradt el: az 1951-es választásokon, melyen Perón a válság ellenére 62%-os többséggel győzött, a rá szavazók fele nő volt.
Evitán 1950-ben diagnosztizálták a méhnyakrákot, s bár a kampányban még aktívan segített férjének, a betegséget nem tudta legyűrni, s 1952-ben elhunyt. Evita halála valósággal gyászba borította az országot. Perón kormányzási módszerei ettől kezdve egyre diktatórikusabbá váltak. Már 1949-ben elérte, hogy alkotmánymódosítást hajtsanak végre, s kiszélesítsék hatalmát. Eltörölte a szólás- és sajtószabadságot, s az egyházzal is konfliktusba keveredett: katolikus iskolákat záratott be, több papot pedig bebörtönzött.
1954-ben már megmutatkoztak az elhibázott gazdaságpolitika következményei: elszabadult az infláció, és félmillió munkás sztrájkja bénította meg az országot. 1955-re kettéoszlott a társadalom: peronista és antiperonista tömegek álltak egymással szemben. 1955. június 16-án a hadiflotta tisztjei merényletet kíséreltek meg Perón ellen: harci repülőgépekkel bombázták az elnöki palotát. A merényletnek számos civil áldozata volt, de az elnök nem sérült meg; ugyanakkor megértette a figyelmeztetést, s barátságosabban viselkedett addigi ellenfeleivel szemben. Ám ezzel a gesztusával már nem tudott tömegeket maga mellé állítani. 1955. szeptember 16-án újabb katonai puccs következett, melynek hatására Perón három nappal később lemondott, s elhagyva az országot, spanyol földre menekült, Francisco Francóhoz.

## Harmadik elnöksége
Perón 18 évi száműzetés alatt is aktív maradt politikailag. Noha pártját betiltották, folyamatosan tartotta a kapcsolatot híveivel. A közel húszévnyi idő enyhülést hozott Perón megítélésében is, s a volt elnök 1972. november 17-én, 77 évesen visszatérhetett hazájába. Újjászervezte pártját, s indult az 1973-as választásokon.
Perón száműzetése idején bontakozott ki a városi terrorista mozgalom, melynek magva a betiltott peronista párt radikális szárnya volt. Perón harmadik megválasztását követően azonban az elnök titokban le akart számolni a nevéhez kötődő szélsőséges mozgalommal, s megalakultak a halálbrigádok, melyek a baloldali személyekkel szembeni leszámolásban is jeleskedtek. Perón nem egészen egy évig irányíthatta az országot, s ígéretes gazdasági programot dolgozott ki. A végrehajtásra azonban nem maradt ideje: 1974. július 1-jén teste feladta az egyre súlyosbodó szívbetegségével szembeni küzdelmet. Utóda – Perón politikai végrendeletének megfelelően – harmadik felesége, Isabel Martínez de Perón lett.

## Galéria

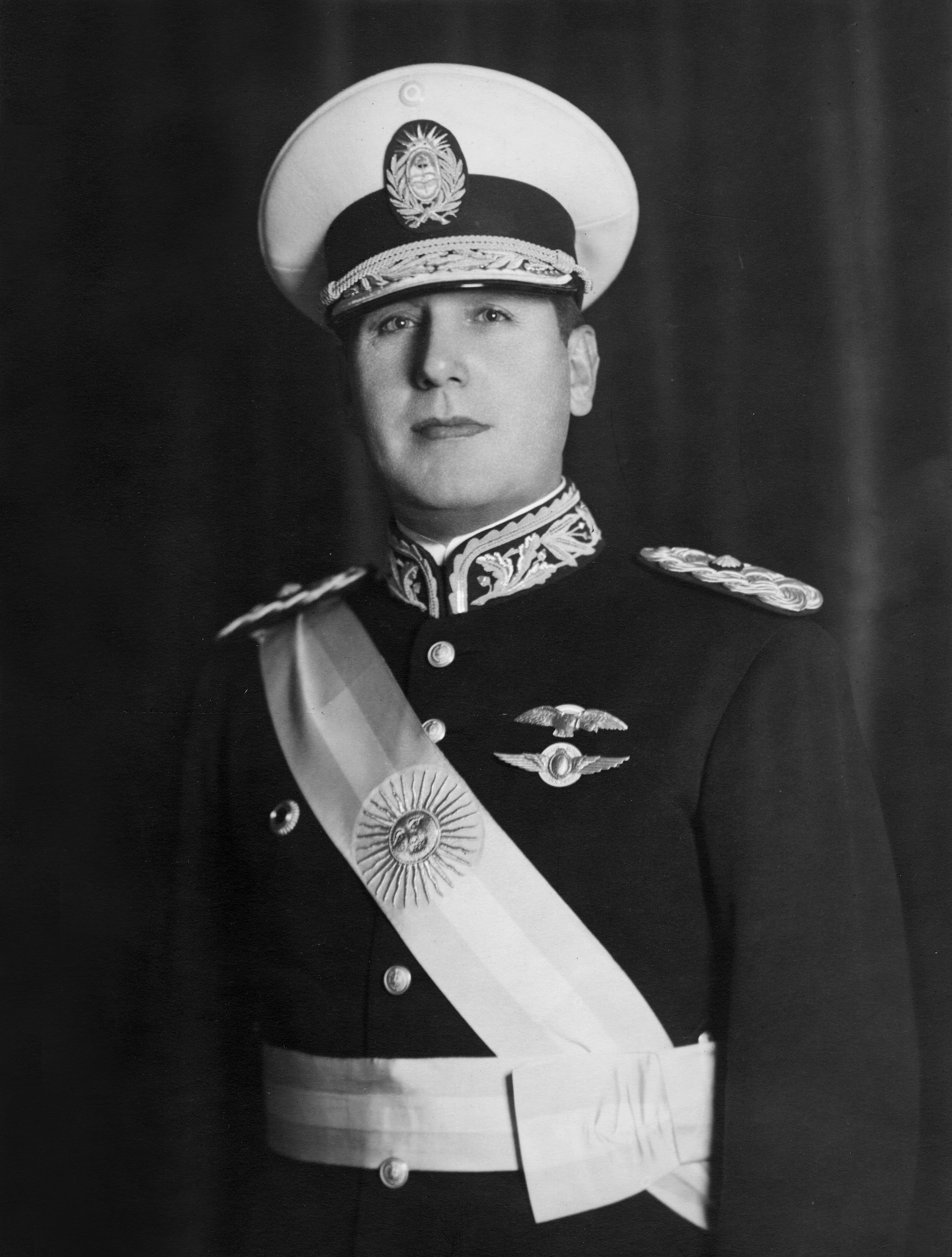
Perón 1940-ben, tábornoki díszegyenruhában.
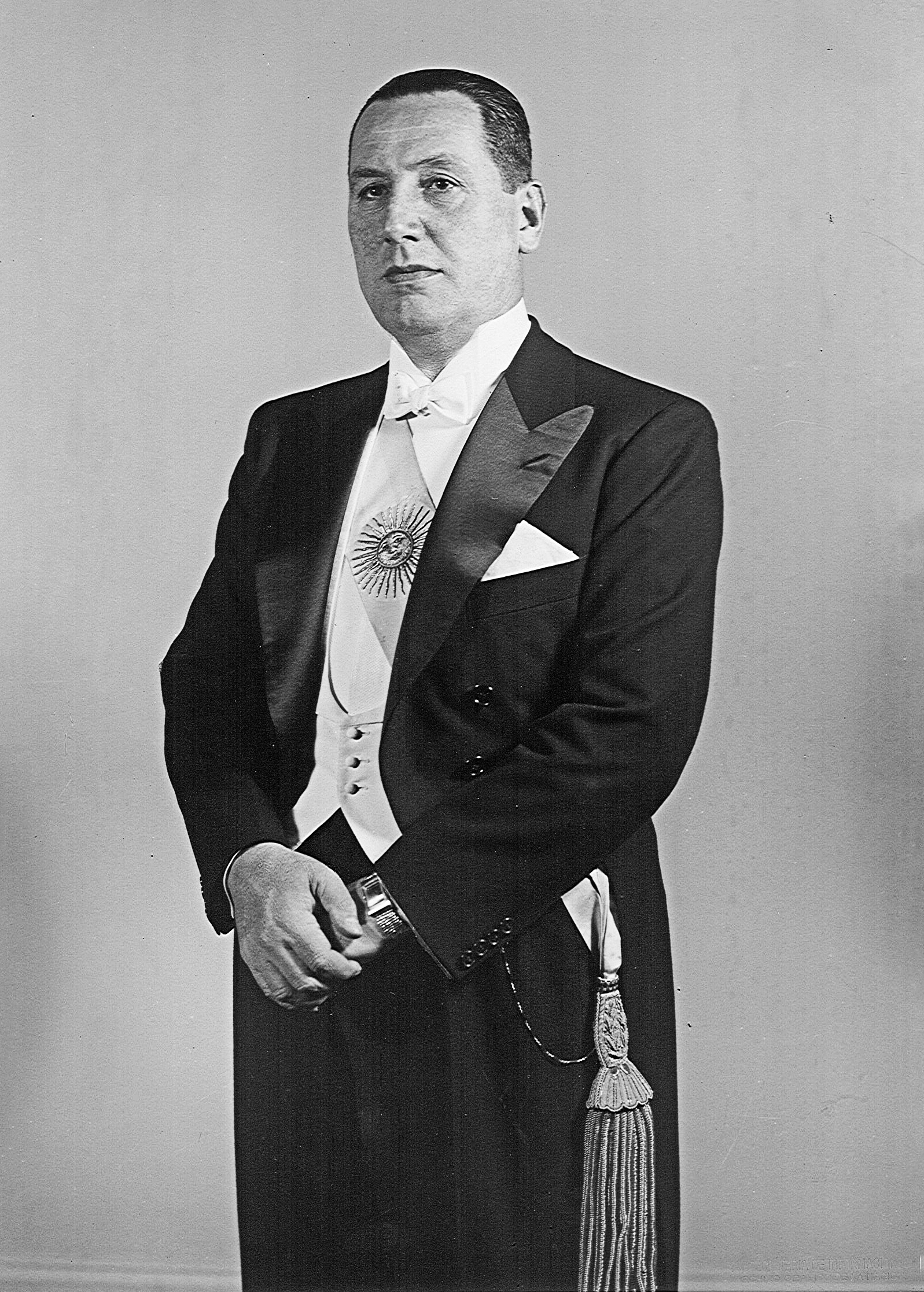
Juan Domingo Perón hivatalos elnöki portréja.
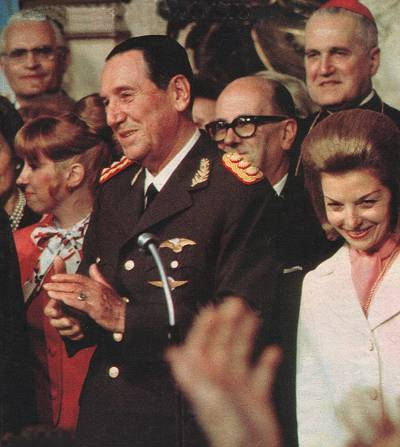
Perón és harmadik felesége, Isabel Perón 1973. október 12-én.
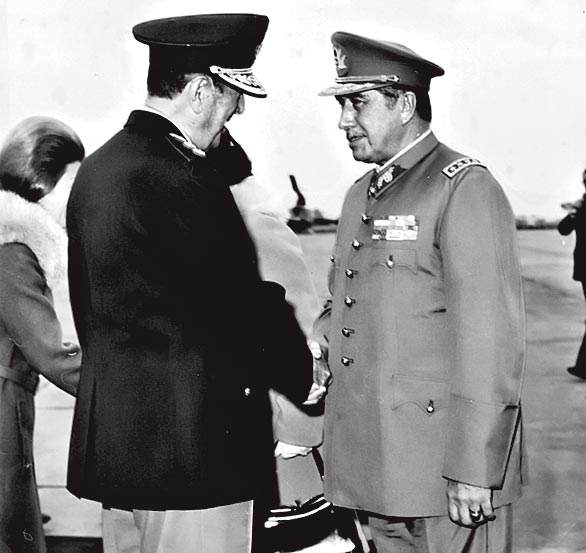
Perón és Pinochet tábornok, chilei diktátor találkozója 1974-ben.